# Graham McRae
Graham McRae (Wellington, Nueva Zelanda; 5 de marzo de 1940-4 de agosto de 2021) fue un piloto neozelandés de automovilismo. Logró un éxito considerable en las carreras de Fórmula 5000, ganando la Tasman Series desde 1971 hasta 1973, y también el Campeonato L&M Continental 5000 de 1972 en los Estados Unidos.
La única carrera de McRae en la Fórmula 1 fue en el Gran Premio de Gran Bretaña de 1973, donde se retiró en la primera vuelta. También compitió en las 500 Millas de Indianápolis del mismo año, terminando en la 16.ª posición y ganando el premio al Novato del Año.

## Trayectoria
McRae nació en Wellington, Nueva Zelanda. McRae, un ingeniero calificado, compitió en carreras de autos deportivos locales y subidas en colinas a principios de la década de 1960, especialmente en Levin, y comenzó a competir seriamente en la fórmula 1.5 twin cam, que usaba el viejo chasis F3. Después de utilizar un chasis Brabham anticuado, McRae construyó un coche de Fórmula Nacional McRae delgado que dominó la serie 1968-69, venciendo a oponentes talentosos como David Oxton, Ken Smith y Bert Hawthorne. También corrió en las cuatro rondas de Nueva Zelanda de la Tasman Series, y McRae demostró ser sorprendentemente competitivo en el estrecho circuito de Levin donde McRae, 160 hp menos en potencia calificó 1.8 segundos más lento que Jochen Rindt y casi igualó el tiempo del líder del equipo GLTL Graham Hill en un Lotus 49 mal manejado. Esta actuación le aseguró a McRae la beca NZ Driver to Europe para algunas carreras de F2 de 1969 en las que corrió en el mediocampo superior en un Brabham BT23 envejecido.
Antes de ingresar a la Fórmula 1, McRae quedó sexto en el Campeonato de Europa de Fórmula 5000 de Guardias de 1970 y en el Campeonato de Europa de Fórmula 5000 de Rothmans de 1971. Ganó varias rondas, pero se vio obstaculizado por algunos accidentes, uno grave y la impaciencia que le valieron el apodo de 'Cassius' (en honor al campeón de boxeo), lo que refleja su valentía y su fe en la grandeza de su propio talento. Los campos eran fuertes en el F5000 europeo en este momento y McRae estaba compitiendo contra los ex pilotos de F1 Brian Redman, Trevor Taylor, Mike Hailwood y Frank Gardner, todos pilotos de clase mundial y Peter Gethin y Howden Ganley en trabajos respaldados por McLarens. McRae fue Campeón de la Serie Tasman tres años seguidos, de 1971 a 1973, y también se llevó la corona del Campeonato F5000 de Estados Unidos en 1972, con tres victorias en carreras. La victoria en el campeonato US 5000 en 1972 fue un logro notable contra los competentes pilotos de autos deportivos F5000 y del Campeonato Mundial David Hobbs y Sam Posey y McRae ganaron mucho dinero y laureles, y condujeron con control a pesar de competir también en el Campeonato Europeo de Fórmula 5000 Rothmans de 1972. , en el que quedó tercero. En el trofeo internacional combinado F1 / F5000, McRae terminó séptimo, el primer auto F5000 y durante un tiempo había corrido por delante de Graham Hill en un F1 Brabham BT34 y se mantuvo al día con los F1 McLarens de Denny Hulme y Peter Revson, esto reflejó la misma Un buen coche de carreras preparó las habilidades de McRae en su Leda F5000. McRae probablemente habría tenido una conducción regular de F1 si no hubiera sido un cliente difícil y probablemente demasiado mayor a los 32 años a los ojos de la mayoría de los equipos para desarrollarse como un piloto serio de F1. Le ofrecieron conducir en F1 en Nivelles cuando Jackie Stewart sufrió una úlcera, pero no pudo encajarla en su exigente programa. Corrió para Frank Williams en el GP de Gran Bretaña al año siguiente, pero fue un chasis poco competitivo, y una buena salida se arruinó por el accidente de varios autos que detuvo la carrera después de una vuelta.
En 1973, se enfrentó a una competencia mucho más fuerte en la F5000 de EE. UU. Con los pilotos de F1 James Hunt y Jody Scheckter con esfuerzos mucho mejor financiados y más apoyo. McRae también disputó el Campeonato de Europa Rothmans 5000 de 1973, pero registró solo una victoria de ronda, en Mallory Park. 1974 fue el último buen año de McRae y, a pesar de la falta de financiación y las disputas contractuales sobre su nuevo McRae GM2 y su derivado Talon, McRae terminó octavo en la serie F5000 de EE. UU. Y habría sido quinto si no hubiera perdido el tercer lugar por falla de neumáticos en Las Vegas. , donde corría por delante de Unser. Después de descartar el GM2 en la práctica para el Oran Park, la ronda de Tasmania a principios de 1975, McRae disputó la serie US F5000 National Travelers Check, en un Lola T332 que se mostró prometedor en las eliminatorias, terminando cuarto detrás de JP Jarier en Watkins Glen. y segundo en una eliminatoria en Laguna Seca frente a Al Unser, por delante de Warwick Brown y clasificando octavo en Long Beach, pero nunca terminó mejor que octavo en la carrera principal durante la serie. McRae debutó con su nuevo GM3 en la última carrera estadounidense F5000 en Riverside en 1976 y se retiró del mediocampo. El automóvil presentaba ventanas de metacrilato en la cabina (como el Tyrrell P34), para que los espectadores pudieran ver a Graham al volante. Pero con la modificación de las regulaciones de la F5000 de EE. UU. Para exigir que los autos lleven carrocerías deportivas Can Am, McRae tardó un año en revisar el GM3 y, sin patrocinio, no podía pagar por motores competitivos, y la competencia privada contra los equipos de Haas o Paul Newman era desesperada. . En 1978, ganó su quinto título de F5000, el Campeonato de Pilotos de Australia.

## Resultados

### Fórmula 1
(Clave) (negrita indica pole position) (cursiva indica vuelta rápida)

| Año  | Escudería                  | 1   | 2   | 3   | 4   | 5   | 6   | 7   | 8   | 9       | 10  | 11  | 12  | 13  | 14  | 15  | Pos. | Puntos |
| ---- | -------------------------- | --- | --- | --- | --- | --- | --- | --- | --- | ------- | --- | --- | --- | --- | --- | --- | ---- | ------ |
| 1973 | Frank Williams Racing Cars | ARG | BRA | RSA | ESP | BEL | MON | SWE | FRA | GBR Ret | NED | GER | AUT | ITA | CAN | USA | NC   | 0      |